# Kormoran
Kormorán, tudi veliki kormoran (znanstveno ime Phalacrocorax carbo), je ptič iz družine kormoranov, ki gnezdi po večjem delu starega sveta in na vzhodnih obalah Severne Amerike.
Zraste lahko do 90 cm in teže 2 kg. Tako kot drugi kormorani imajo med perjem manj zraka kot drugi ptiči, zato lahko zasleduje ribe tudi pod vodo. Pogosto jih je možno opazovati, kako si po lovu sušijo perje.